# 심방세동

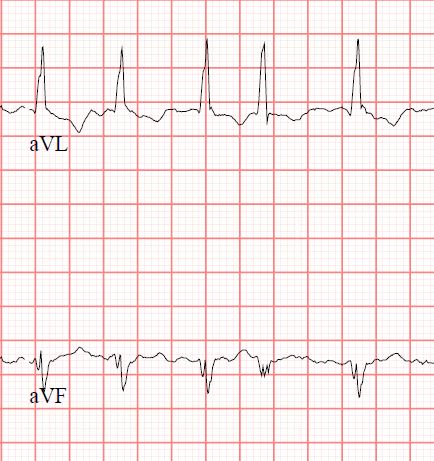

심방세동(atrial fibrillation, AF, AFib, A-fib)은 가장 흔하게 접할 수 있는 부정맥으로 심장이 불규칙하게 뛰는 것이다. 심장이 불규칙하게 뛰면 두근거림, 호흡곤란 등으로 불편하기도 하지만, 심장 안에서 피가 굳는 혈전이 생길 위험이 있어 더욱 문제다. 심장에서 온몸으로 피가 전달되기 때문에, 심장 안에 혈전이 생기면 온몸으로 퍼져 나갈 수 있다. 온몸으로 간 혈전은 결국 혈관을 막게 되며, 머리에 있는 혈관이 막히면 뇌졸중이 되는 것이다.
심장은 우리가 생명을 유지할 수 있도록 하루 10만 번을 수축하여 온몸 곳곳에 혈액을 통해 산소와 영양분을 공급한다. 심장은 혈액을 내뿜는 펌프 같은 기관인데, 주된 펌프 역할을 하는 것을 심실이라고 하고, 보조펌프 역할을 하는 것을 심방이라고 한다.
심실과 심방이 좌우 각각 1개씩 있어 심장은 모두 4개의 방, 즉 좌심실, 좌심방, 우심실, 우심방으로 이루어져 있다. 심장에 있는 4개의 방은 전깃줄로 연결되어 있고, 심장을 뛰게 하는 전기 신호는 동방결절에서 시작된다. 동방결절은 심장 윗부분에 있고 이곳에서 만들어진 전기는 중간에 변전소 역할을 하는 방실결절로 전달된다. 이후 전깃줄을 통해 좌, 우심실로 전달되어 심장을 뛰게 한다.
심방이 불규칙하게 뛰는 것이 바로 심방세동인데, 전기 신호가 동방결절에서 시작되지 않고, 심방 여기저기서 불꽃놀이 하듯 튀는 것이다. 이러한 심방세동은 시간상으로 보면, 발작성과 지속성으로 나눌 수 있다. 심방세동과 정상맥박을 반복하는 것이 ‘발작성’이고, 심방세동만이 계속 지속하는 것이 ‘지속성’이다. 대개 처음에는 발작성으로 시작해서, 시간이 흐르면 지속성으로 진행되는 과정을 거친다. 지속성인 경우에는 언제든지 심전도만 찍어보면 심방세동을 확인할 수 있지만, 발작성인 경우에는 심방세동이 나타났을 때 심전도를 찍어야 확인할 수 있기 때문에 진단이 어려운 경우가 많다.

## 원인 및 증상
심방세동은 노화에 의한 퇴행성 변화와 관련이 많아 대부분 노년층에서 생기며, 나이가 많아질수록 발생률도 높아진다. 노화 이외에 가장 중요한 발생 원인은 갑상선 기능 항진증과 음주이다. 그 외에도 고혈압, 심부전증, 심장판막질환, 심근경색, 비만, 스트레스, 카페인 등이 원인이 될 수 있다. 맥박이 불규칙하기 때문에 가슴이 두근대거나, 가슴이 답답하고, 숨이 차기도 한다. 때로는 증상이 없는 경우도 있어 심방세동이 있는 것을 모르고 지내다가 갑자기 뇌졸중으로 인한 마비가 오기도 한다.

## 진단
진단은 증상 발생 시 심전도로 진단할 수 있나 발작성 및 간헐적으로 발생하는 경우 24시간 생활심전도(홀터)가 필요한 경우도 있다. 원인을 찾기 위한 심초음파, 혈액검사 및 갑상선 검사 등도 필요하다.

## 합병증
가장 위중한 합병증으로는 뇌졸중을 비롯한 혈전증이다. 정상인보다 심방세동이 있으면 혈전이 생길 위험이 3~5배 높다. 심장에서 발생한 혈전이 온몸으로 이동해서 혈관이 막히게 되는 것을 색전증이라고 한다. 이 밖의 합병증으로는 심부전, 서맥으로 인한 실신 및 협심증의 악화 등이 있다.

## 치료
치료는 크게 두 가지로 나눠서 생각해볼 수 있다. 하나는 혈전을 예방하기 위한 약물치료고, 다른 하나는 심방세동 자체에 대한 치료이다.

### 1혈전 예방을 위한 약물
혈전을 예방하기 위한 약물은 항응고제라고 부른다.
| 항응고제의 종류                                                       | 장점                                           | 단점                                                              |
| --------------------------------------------------------------------- | ---------------------------------------------- | ----------------------------------------------------------------- |
| 와파린                                                                | · 투석 환자에게도 사용 가능 · 비용이 저렴      | · 다른 약물, 음식과의 상호작용이 많음 · 매번 혈액검사로 용량 조절 |
| 다비가트란, 리바록사반, 아픽사반, 에독사반 (신규 경구 항응고제, NOAC) | · 혈액검사 없이 복용 가능 · 출혈 부작용이 적음 | · 와파린에 비해 비쌈 · 투석 환자는 사용할 수 없음                 |

똑같은 심방세동이라도 혈전이 생길 위험도는 동반질환 여부에 따라 다르다. 즉, 승모판막 협착증, 비후성 심근증이 있거나 이미 뇌졸중을 앓았던 적이 있으면, 혈전이 생길 위험도가 높으므로 항응고제를 복용해야 한다. 또한, 65세 이상, 고혈압, 당뇨, 심부전, 혈관질환 등도 혈전이 생길 위험도를 높이므로 항응고제 복용을 고려한다. 최근에는 혈액검사가 필요 없는 새로운 항응고제들이 개발되어 많이 사용되고 있다.

### 심방세동 자체에 대한 치료법
심방세동 자체에 대한 치료법은 크게 두 가지로 나눠 생각해 볼 수 있다. 첫 번째는 심방세동을 정상 맥박으로 되돌리는 것이며, 두 번째는 심방세동은 그냥 놔두고 맥박 수만 빠르지 않게 조절하는 방법이다. 심방세동이 오래되지 않아서, 정상 맥박으로 되돌아올 가능성이 많으면, 적극적으로 치료를 시도하게 된다. 심방세동을 모두 정상 맥박으로 되돌릴 수만 있다면 좋겠지만, 상당수의 환자에서 이것이 쉽지 않기 때문에 맥박 수만 조절하는 경우가 많이 있다. 맥박 수를 조절하는 것은 약물로써 가능하다.
앞서 말씀드린 심방세동을 정상 맥박으로 되돌리는 방법은, 약물, 전극도자절제술, 수술 이렇게 세 가지가 있다. 우선 약물치료를 시도하게 되며, 지속성 심방세동인 경우에는 전기적 동율동 전환술이 필요할 수 있다. 수면 상태에서 외부에서 전기에너지를 순간적으로 가해서, 정상 맥박으로 되돌리는 방법인데, 심장이 정신을 차리도록 뺨을 때리는 것과 같아서, 일시적으로는 아주 효과적이지만, 되돌아온 정상 맥박을 유지하려면 약물치료가 필요하다. 약물로 오랫동안 정상 맥박으로 잘 유지가 될 확률은 대략 50% 정도이다. 약물로 조절되지 않으면 전극도자절제술을 고려하게 된다. 시술은 양쪽 사타구니 혈관을 통해 심장까지 긴 관을 넣은 후에, 비정상적인 맥박이 생기는 부위를 고주파로 없애는 것이다. 일반적으로 3~4시간 정도가 소요되며, 성공률은 환자 상태에 따라 다르지만, 70~80% 정도이다.
수술은 원래 인공심폐기를 사용해야 하는 부담이 있기 때문에 다른 심장질환이 있는 특별한 경우에만 시행하였는데, 최근에는 흉강경을 이용한 비교적 간단한 수술법이 도입되고 있다.